# Martina Majerle
Martina Majerle, hrvaška pevka zabavne glasbe, * 2. maj 1980
Martina Majerle je pevka hrvaškega in slovenskega rodu. Zastopala je Slovenijo na tekmovanju za pesem Evrovizije 2009 v Moskvi, v Rusiji, skupaj z godalnim kvartetom Quartissimo, s pesmijo Love Symphony. 

## Kariera na Hrvaškem
Prve resne korake v svetu glasbe je naredila kot pevka reške skupine Putokazi. Svojo glasbeno pot je nadaljevala kot solistka v ambientalno-elektro-pop skupini Atmospheric. Udeležila se je tudi Splitskega festivala, kjer je leta 2011 debitirala s pesmijo Neka se dogodi čudo. Leta 2013 je Martina Majerle skupaj z Mr. B in Chrisma Project izdala priredbo pesmi Tonyja Esposita, Kalimba de Luna, saj je z njimi sodelovala že pri pesmi Caravan of Love. Leta 2017 je na Festivalu Melodije Istre i Kvarnera osvojila tretje mesto občinstva s pesmijo Teče teče Rečina, leto kasneje pa je na istem festivalu izvedla skladbo Na Trsatu, kjer je osvojila drugo nagrado občinstva. Nagrado za najboljšo interpretacijo v letu 2018 je prejela za skladbo Međimurska voda sveta, izvedeno na MEF-u – Međimurskem festivalu.
Na Čansonfestu je leta 2018 nastopila s skladbo More j' z morun, kjer je po oceni strokovne žirije osvojila tretje mesto. Leta 2019 je bila na istem festivalu nagrajena za najboljšo interpretacijo s pesmijo Leja le lej. Martina je članica orkestra hrvaške RTV in je vključena v večje televizijske projekte, kot so The Voice, A strana, Zvezde pojejo, Dora in Porin.
Martina Majerle je leta 2020 nastopila na prestižnem hrvaškem festivalu Večeri dalmatinske šansone v Šibeniku na Hrvaškem, kjer je izvedla skladbo Volin Kad Si Tu, kjer je dosegla tretje mesto po izboru strokovne žirije. Skladba 'Volin kad si tu' je uradno izšla 20. septembra 2020. Naslednja pesem Dajen ti besedu je izšla na digitalnih platformah 30. septembra 2020, prvič pa je bila predstavljena na festivalu Melodije Istre i Kvarnera 2020, skupaj s Klapo Tić, kjer je osvojila tretje mesto občinstva. Oba singla sta bila izdana pri njeni lastni založbi Majerle Music.
Majerle je maja 2021 zastopala Hrvaško na albanskem glasbenem tekmovanju Kënga Magjike, kjer je izvedla svojo skladbo Vrijeme je na našoj strani.
Martina je kot spremljevalna vokalistka nastopila na številnih koncertih doma in v tujini. Spremljala je številne znane glasbenike, med njimi Oliverja Dragojevića v Royal Albert Hall (London), Terezo Kesovijo v Olympiji (Pariz), Zdravka Čolića v Olimpiji (Pariz), ter na turneji po ZDA in Avstraliji, Severino, Massima Savića, Nino Badrić, Tonyja Cetinskega, Doris Dragović, Radojko Šverko, Majo Blagdan, pa tudi skupine, kot so Novi Fosili in Parni Valjak.

## Tekmovanje za Pesem Evrovizije
Martina je na Evroviziji nastopila osemkrat: leta 2003 s hrvaško predstavnico Claudio Beni, leta 2007 s slovensko predstavnico Alenko Gotar, leta 2008 s črnogorskim predstavnikom Stefanom Filipovićem, leta 2009 kot pevka pri godalnem kvartetu Quartissimo z pesem Love Symphony, leta 2011 s slovensko predstavnico Majo Keuc, leta 2012 s slovensko predstavnico Evo Boto, leta 2014 s črnogorskim predstavnikom Sergejem Ćetkovićem, leta 2016 pa s hrvaško predstavnico Nino Kraljić.

## Kariera v Sloveniji
Leta 2013 je uspešno sodelovala s slovenskim tekstopiscem Daretom Kauričem, s katerim je izdala več pesmi v slovenskem jeziku, kot so Čokolada in vanilija, Luna nad obalo in Rain In The Desert (v sklopu projekta Mr. Darwin Chill). Leta 2015 je s pesmijo Alive tekmovala na slovenskem predizboru EMA 2015 za Pesem Evrovizije. Majerle je leta 2018 sodelovala s POP TV pri slovenski oddaji Zvezde plešejo, kot pevka. 

## Znan obraz ima svoj glas
16. februarja 2022 so oznanili, da bo Martina Majerle del šeste sezone šova Znan obraz ima svoj glas. 6. marca se je Martina preobrazila v pevko Shirley Bassey, s skladbo Get This Party Started. 13. marca se je v oddaji preobrazila v glasbenico in filmsko igralko Christino Aguilera. V tretji oddaji, ki bo na sporedu 20. marca, se je Martina preobrazila v pevko Britney Spears. V oddaji, ki je bila na sporedu 27. marca, se je Martina preobrazila v Mariah Carey. V peti oddaji, ki je bila na sporedu 4. aprila, se je Martina preobrazila v lik Lettie Lutz, iz filma The Greatest Showman. V oddaji, ki je bila na sporedu 10. aprila, se Martina ni pojavila, saj bi v tej oddaji morala nastopiti v duetu z Matevžem Derendo, ki je bil na dan snemanja okužen s koronavirusom. 17. aprila je Martina stopila v čevlje hrvaškega glasbenika, ko je za en večer postala Damir Urban.

## Singli
| Naslov pesmi                                     | Leto |
| ------------------------------------------------ | ---- |
| "Love Symphony (feat. Quartissimo)"              | 2009 |
| "Kalimba de Luna (feat. Chrisma Project, Mr. B)" | 2010 |
| "Caravan of Love (feat. Chrisma Project, Mr. B)" | 2010 |
| "Neka se dogodi čudo"                            | 2011 |
| "Čokolada in Vanilija (feat. Dare Kaurič)"       | 2012 |
| "Luna nad obalo"                                 | 2013 |
| "Alive"                                          | 2015 |
| "Teče, teče rečina"                              | 2017 |
| "Na Trsatu"                                      | 2018 |
| "Međimurska voda sveta"                          | 2018 |
| "More j' z morun"                                | 2018 |
| "Leja le lej"                                    | 2019 |
| "Rain In The Desert"                             | 2019 |
| "Volin kad si tu"                                | 2020 |
| "Dajen ti besedu (feat. Klapa Tić)"              | 2020 |
| "Vrijeme je na našoj strani"                     | 2021 |
| "Sebi dovoljan (feat. Matija Dedić)"             | 2021 |
| "To jubav je"                                    | 2022 |
| "Stori malo mesta zame"                          | 2023 |